# Scott Clifton
Pour les articles homonymes, voir Clifton.
Scott Clifton Snyder, né le 31 octobre 1984, plus connu sous le nom de Scott Clifton, est un acteur américain, un musicien et un blogueur vidéo. Il est surtout connu pour jouer le rôle de Dillon Quartermaine dans Hôpital central (2003-2007), puis celui de Schuyler Joplin dans On ne vit qu'une fois (2009-2010), et celui de Liam Spencer dans Amour, Gloire et Beauté (The Bold and the Beautiful) (2010- ). Il a trois victoires Emmy Awards.

## Vie privée
Scott Clifton annonce en mai 2016, qu'il a eu un fils avec sa compagne Nicole Lampson, son fils s'appelle Ford Robert Clifton.
Clifton est également connu sur YouTube sous le nom de TheoreticalBullshit, où il défend l'athéisme.

## Filmographie

### Séries télévisées
- 2001 : Roswell de Jason Katims : Evan (1 épisode).
- 2001 : Undressed de Roland Joffé : Caleb (1 épisode).
- 2002 : Amy de Amy Brenneman, Bill D'Elia, John Tinker (en) et Connie Tavel (en) : Thomas Delancey (1 épisode).
- 2002 : Terminal Error de John Murlowski : Jock
- 2003-2007 : Hôpital central de Frank Hursley et Doris Hursley : Dillon Quartermaine.
- 2004 : Arizona Summer de Joey Travolta : Brooke
- 2009-2010 : On ne vit qu'une fois d'Agnes Nixon  : Schuyler Joplin.
- Depuis 2010 : Amour, Gloire et Beauté (The Bold and the Beautiful) de William Joseph Bell
Lee Phillip Bell (en) : Liam Spencer.
- 2019 : Les feux de l'amour (The Young and the Restless) de William Joseph Bell et Lee Phillip Bell : Liam Spencer

## Distinctions

### Nominations
- 2003 : Gold Derby Awards du meilleur jeune acteur dans une série télévisée dramatique pour Hôpital central (2003-2007).
- Daytime Emmy Awards 2004 : Meilleur jeune acteur dans une série télévisée dramatique pour Hôpital central (2003-2007).
- Daytime Emmy Awards 2005 : Meilleur jeune acteur dans une série télévisée dramatique pour Hôpital central (2003-2007).
- Daytime Emmy Awards 2006 : Meilleur jeune acteur dans une série télévisée dramatique pour Hôpital central (2003-2007).
- 2006 : Gold Derby Awards du meilleur jeune acteur dans une série télévisée dramatique pour Hôpital central (2003-2007).
- 2007 : Gold Derby Awards du meilleur jeune acteur dans une série télévisée dramatique pour Hôpital central (2003-2007).
- Daytime Emmy Awards 2010 : Meilleur jeune acteur dans une série télévisée dramatique dans une série télévisée dramatique pour Amour, Gloire et Beauté (The Bold and the Beautiful) (2010-).
- 2010 : Gold Derby Awards du meilleur jeune acteur dans une série télévisée dramatique pour Amour, Gloire et Beauté (The Bold and the Beautiful) (2010-).
- 41e cérémonie des Daytime Emmy Awards 2014 : Meilleur acteur dans un second rôle dans une série télévisée dramatique pour Amour, Gloire et Beauté (The Bold and the Beautiful) (2010-).
- 42e cérémonie des Daytime Emmy Awards 2015 : Meilleur acteur dans un second rôle dans une série télévisée dramatique pour Amour, Gloire et Beauté (The Bold and the Beautiful) (2010-).
- 2019 : Soap Awards France du meilleur acteur international dans une série télévisée dramatique pour Amour, Gloire et Beauté (The Bold and the Beautiful) (2010-).
- 2020 : Soap Hub Awards de l'acteur préféré dans une série télévisée dramatique pour Amour, Gloire et Beauté (The Bold and the Beautiful) (2010-).
- 2020 : Soap Hub Awards de la star des réseaux sociaux préférée.
- 2021 : Soap Hub Awards de l'acteur préféré dans une série télévisée dramatique pour Amour, Gloire et Beauté (The Bold and the Beautiful) (2010-).

### Récompenses
- 2005 : Soap Opera Digest Awards du meilleur jeune acteur dans une série télévisée dramatique pour Hôpital central (2003-2007).
- Daytime Emmy Awards 2011  : Meilleur jeune acteur dans une série télévisée dramatique dans une série télévisée dramatique pour Amour, Gloire et Beauté (The Bold and the Beautiful) (2010-).
- 40e cérémonie des Daytime Emmy Awards 2013 : Meilleur acteur dans un second rôle dans une série télévisée dramatique pour Amour, Gloire et Beauté (The Bold and the Beautiful) (2010-).
- 44e cérémonie des Daytime Emmy Awards 2017 : Meilleur acteur dans une série télévisée dramatique pour Amour, Gloire et Beauté (The Bold and the Beautiful) (2010-).
- 50e cérémonie des Daytime Emmy Awards 2024 : Meilleur acteur dans une série télévisée dramatique pour Amour, Gloire et Beauté (The Bold and the Beautiful) (2010-).